# Vòng loại Giải vô địch bóng đá thế giới 2014 – Khu vực Bắc, Trung Mỹ và Caribe (Vòng 3)

## Thông tin
Vòng 3 xác định 3 đội xếp hạng 1-6 thi đấu cùng 6 đội thắng ở vòng 3. Các đội đã được phân thành thành ba nhóm bốn đội, diễn ra sơ bộ tại Marina da Glória ở Rio de Janeiro, Brasil vào ngày 30 tháng 7 năm 2011.
Các trận đấu diễn ra từ ngày 8 tháng 6 đến ngày 16 tháng 10 năm 2012. Hai đội đứng đầu mỗi bảng đặc cách tiến vào vòng 4.

## Phân nhóm
Kết quả phân nhóm như sau:
| Nhóm 1                       | Nhóm 2                        | Nhóm 3 |
| ---------------------------- | ----------------------------- | --- |
| Hoa Kỳ · México · Honduras · | Jamaica · Costa Rica · Cuba · | El Salvador (Bảng A) · Guyana (Bảng B) · Panama (Bảng C) · Canada (Bảng D) · Guatemala (Bảng E) · Antigua và Barbuda (Bảng F) · |

Note: Danh tính của các đội trong nhóm 3 (đội thắng vòng 2) không được biết đến tại thời điểm công bố.

## Kết quả

### Bảng A
Bản mẫu:Vòng loại giải vô địch bóng đá thế giới 2014 khu vực Bắc, Trung Mỹ và Caribe (vòng 3) Bảng A
| Hoa Kỳ                                         | 3–1      | Antigua và Barbuda |
| ---------------------------------------------- | -------- | ------------------ |
| Bocanegra 8' · Dempsey 44' (ph.đ.) · Gomez 72' | Chi tiết | Byers 65'          |

| Jamaica                    | 2–1      | Guatemala        |
| -------------------------- | -------- | ---------------- |
| Phillips 40' · Johnson 46' | Chi tiết | Pezzarossi 90+2' |

| Antigua và Barbuda | 0–0      | Jamaica |
| ------------------ | -------- | ------- |
|                    | Chi tiết |         |

| Guatemala | 1–1      | Hoa Kỳ      |
| --------- | -------- | ----------- |
| Pappa 81' | Chi tiết | Dempsey 39' |

| Jamaica                  | 2–1      | Hoa Kỳ     |
| ------------------------ | -------- | ---------- |
| Austin 24' · Shelton 61' | Chi tiết | Dempsey 1' |

| Guatemala                           | 3–1      | Antigua và Barbuda |
| ----------------------------------- | -------- | ------------------ |
| C. Ruiz 60', 79' · Pezzarossi 90+1' | Chi tiết | Byers 39'          |

| Antigua và Barbuda | 0–1      | Guatemala   |
| ------------------ | -------- | ----------- |
|                    | Chi tiết | C. Ruiz 26' |

| Hoa Kỳ    | 1–0      | Jamaica |
| --------- | -------- | ------- |
| Gomez 55' | Chi tiết |         |

| Antigua và Barbuda | 1–2      | Hoa Kỳ              |
| ------------------ | -------- | ------------------- |
| Blackstock 25'     | Chi tiết | E. Johnson 20', 90' |

| Guatemala                  | 2–1      | Jamaica             |
| -------------------------- | -------- | ------------------- |
| Figueroa 15' · C. Ruiz 85' | Chi tiết | Shelton 60' (ph.đ.) |

| Jamaica                                          | 4–1      | Antigua và Barbuda |
| ------------------------------------------------ | -------- | ------------------ |
| Phillips 16' · Nosworthy 18' · Richards 77', 88' | Chi tiết | Griffith 61'       |

| Hoa Kỳ                           | 3–1      | Guatemala  |
| -------------------------------- | -------- | ---------- |
| Bocanegra 10' · Dempsey 18', 36' | Chi tiết | C. Ruiz 5' |

### Bảng B
Bản mẫu:Vòng loại giải vô địch bóng đá thế giới 2014 khu vực Bắc, Trung Mỹ và Caribe (vòng 3) Bảng B
| México                                              | 3–1      | Guyana            |
| --------------------------------------------------- | -------- | ----------------- |
| Salcido 10' · dos Santos 15' · Rodrigues 51' (l.n.) | Chi tiết | Moreno 62' (l.n.) |

| Costa Rica                 | 2–2      | El Salvador                |
| -------------------------- | -------- | -------------------------- |
| Saborío 10' · Campbell 15' | Chi tiết | Gutiérrez 23' · Romero 53' |

| Guyana | 0–4      | Costa Rica                           |
| ------ | -------- | ------------------------------------ |
|        | Chi tiết | Saborío 20', 26', 52' · Campbell 72' |

| El Salvador | 1–2      | México                  |
| ----------- | -------- | ----------------------- |
| Pacheco 64' | Chi tiết | Zavala 60' · Moreno 82' |

| El Salvador               | 2–2      | Guyana        |
| ------------------------- | -------- | ------------- |
| Gutiérrez 3' · Romero 28' | Chi tiết | Bobb 16', 53' |

| Costa Rica | 0–2      | México                   |
| ---------- | -------- | ------------------------ |
|            | Chi tiết | Salcido 44' · Zavala 52' |

| Guyana                    | 2–3      | El Salvador                        |
| ------------------------- | -------- | ---------------------------------- |
| Richardson 1' · Nurse 62' | Chi tiết | Romero 13' · Alas 51' · Burgos 77' |

| México           | 1–0      | Costa Rica |
| ---------------- | -------- | ---------- |
| J. Hernández 61' | Chi tiết |            |

| Guyana | 0–5      | México                                                                         |
| ------ | -------- | ------------------------------------------------------------------------------ |
|        | Chi tiết | Guardado 78' · Peralta 79' · Pollard 82' (l.n.) · J. Hernández 84' · Reyna 86' |

| El Salvador | 0–1      | Costa Rica |
| ----------- | -------- | ---------- |
|             | Chi tiết | Cubero 31' |

| Costa Rica                                                                         | 7–0      | Guyana |
| ---------------------------------------------------------------------------------- | -------- | ------ |
| Brenes 10', 48' · Gamboa 14' · Saborío 51' (ph.đ.), 77' · Bolaños 61' · Borges 70' | Chi tiết |        |

| México                         | 2–0      | El Salvador |
| ------------------------------ | -------- | ----------- |
| Peralta 64' · J. Hernández 85' | Chi tiết |             |

### Bảng C
Bản mẫu:Vòng loại giải vô địch bóng đá thế giới 2014 khu vực Bắc, Trung Mỹ và Caribe (vòng 3) Bảng C
| Cuba | 0–1      | Canada     |
| ---- | -------- | ---------- |
|      | Chi tiết | Occean 54' |

| Honduras | 0–2      | Panama         |
| -------- | -------- | -------------- |
|          | Chi tiết | Pérez 65', 80' |

| Canada | 0–0      | Honduras |
| ------ | -------- | -------- |
|        | Chi tiết |          |

| Panama       | 1–0      | Cuba |
| ------------ | -------- | ---- |
| Barahona 57' | Chi tiết |      |

| Cuba | 0–3      | Honduras                                    |
| ---- | -------- | ------------------------------------------- |
|      | Chi tiết | Bengtson 32' · Bernárdez 62' · Chávez 90+3' |

| Canada         | 1–0      | Panama |
| -------------- | -------- | ------ |
| De Rosario 77' | Chi tiết |        |

| Panama                    | 2–0      | Canada |
| ------------------------- | -------- | ------ |
| Blackburn 22' · Pérez 57' | Chi tiết |        |

| Honduras     | 1–0      | Cuba |
| ------------ | -------- | ---- |
| Bengtson 33' | Chi tiết |      |

| Canada                                 | 3–0      | Cuba |
| -------------------------------------- | -------- | ---- |
| Ricketts 14' · Johnson 73' · Edgar 78' | Chi tiết |      |

| Panama | 0–0      | Honduras |
| ------ | -------- | -------- |
|        | Chi tiết |          |

| Cuba      | 1–1      | Panama       |
| --------- | -------- | ------------ |
| Gómez 37' | Chi tiết | Barahona 77' |

| Honduras                                                         | 8–1      | Canada   |
| ---------------------------------------------------------------- | -------- | -------- |
| Bengtson 7', 17', 83' · Costly 29', 49', 88' · Martínez 33', 61' | Chi tiết | Hume 77' |

## Danh sách cầu thủ ghi bàn
6 bàn
| - Álvaro Saborío |

5 bàn
| - Carlos Ruiz | - Jerry Bengtson | - Clint Dempsey |

3 bàn
| - Osael Romero - Carlo Costly | - Javier Hernández | - Blas Pérez |

2 bàn
| - Peter Byers - Randall Brenes - Joel Campbell - Isidro Gutiérrez - Dwight Pezzarossi - Treyon Bobb | - Mario Martínez - Demar Phillips - Dane Richards - Luton Shelton - Oribe Peralta - Carlos Salcido | - Jesús Zavala - Nelson Barahona - Carlos Bocanegra - Herculez Gomez - Eddie Johnson |

1 bàn
| - Dexter Blackstock - Quinton Griffith - Dwayne De Rosario - David Edgar - Iain Hume - Will Johnson - Olivier Occean - Tosaint Ricketts - Christian Bolaños - Celso Borges | - José Miguel Cubero - Cristian Gamboa - Alberto Gómez - Jaime Alas - Rafael Burgos - Alfredo Pacheco - Carlos Figueroa - Marco Pappa - Chris Nurse - Gregory Richardson | - Víctor Bernárdez - Marvin Chávez - Rodolph Austin - Ryan Johnson - Nyron Nosworthy - Giovani dos Santos - Andrés Guardado - Héctor Moreno - Ángel Reyna - Rolando Blackburn |

phản lưới nhà
| - Charles Pollard (trong trận gặp México) | - J. P. Rodrigues (trong trận gặp México) | - Héctor Moreno (trong trận gặp Guyana) |